# Abdoulaye Ouzérou
Abdoulaye Ouzérou est un footballeur béninois né le 24 octobre 1985. Il est attaquant.
Il a participé à la Coupe d'Afrique des nations 2008 avec l'équipe du Bénin mais ne compte aucune sélection internationale.

## Carrière
- 2007-2008 : Buffles Parakou ( Bénin)
- 2008-2010 : Al Medina Tripoli ( Libye).
- 2010-2012 : Buffles Parakou.
- 2012-2014 : nguene asuku Gabon
- 2015- Sunshine stars nigeria
- 6 selections en équipe nationale[1]